# أوتو برتسل
أوتّو برتسل (1893 - 1941 م) هو مستشرق ألماني.
يرتبط اسم برتسل بالدراسات الخاصة بقراآت القرآن وهو إلى جانب جوتهلف برجشتريسر وآرثر جفري أبرز المستشرقين في هذا المجال.